# Sotira (dystrykt Limassol)
Sotira (gr. Σωτήρα) – wieś w Republice Cypryjskiej, w dystrykcie Limassol, częściowo położona na obszarze brytyjskiego terytorium Akrotiri. W 2011 roku liczyła 143 mieszkańców.